# Amos Dolbear
Amos Emerson Dolbear (Norwich, 10 novembre 1837 – 23 febbraio 1910) è stato un fisico e inventore statunitense che ha effettuato numerosi studi sull'elettricità.
Docente universitario dal 1868 al 1874, è famoso per la legge di Dolbear, citata per la prima volta nel suo articolo del 1897 The Cricket as a Thermometer.
La formula mette in correlazione il canto dei grilli con la temperatura atmosferica, misurata in Fahrenheit, ed è la seguente:
{\displaystyle T=50+\left({\frac {N-40}{4}}\right)}
dove N indica il numero di strida al minuto. Un modo più semplice è quello di calcolare il numero di frinii ogni 15 secondi e sommare ad essi 40.
Per avere il risultato in Celsius si può utilizzare la seguente formula:
{\displaystyle T_{C}=10+\left({\frac {N-40}{7}}\right)}